# Чатгем (селище, Нью-Йорк)
Чатгем (англ. Chatham) — селище (англ. village) в США, в окрузі Колумбія штату Нью-Йорк. Населення — 1529 осіб (2020).

## Географія
Чатгем розташований за координатами 42°21′43″ пн. ш. 73°35′53″ зх. д. / 42.36194° пн. ш. 73.59806° зх. д. (42.361824, -73.597979).  За даними Бюро перепису населення США в 2010 році селище мало площу 3,21 км², з яких 3,20 км² — суходіл та 0,01 км² — водойми.

## Демографія
Згідно з переписом 2010 року, у селищі мешкало 1770 осіб у 801 домогосподарстві у складі 432 родин. Густота населення становила 551 особа/км².  Було 890 помешкань (277/км²).
Расовий склад населення:
| - 88,8 % — білих - 3,4 % — чорних або афроамериканців - 2,0 % — азіатів - 0,3 % — корінних американців - 0,1 % — вихідців з тихоокеанських островів - 2,1 % — осіб інших рас |

До двох чи більше рас належало 3,3 %. Частка іспаномовних становила 5,0 % від усіх жителів.
За віковим діапазоном населення розподілялося таким чином: 21,4 % — особи молодші 18 років, 61,8 % — особи у віці 18—64 років, 16,8 % — особи у віці 65 років та старші. Медіана віку мешканця становила 43,4 року. На 100 осіб жіночої статі у селищі припадало 96,4 чоловіків;  на 100 жінок у віці від 18 років та старших — 91,7 чоловіків також старших 18 років.
Середній дохід на одне домашнє господарство  становив 58 651 долар США (медіана — 46 188), а середній дохід на одну сім'ю — 72 293 долари (медіана — 72 566). Медіана доходів становила 46 705 доларів для чоловіків та 35 417 доларів для жінок. За межею бідності перебувало 13,2 % осіб, у тому числі 13,7 % дітей у віці до 18 років та 14,0 % осіб у віці 65 років та старших.
Цивільне працевлаштоване населення становило 652 особи. Основні галузі зайнятості: освіта, охорона здоров'я та соціальна допомога — 25,0 %, роздрібна торгівля — 15,3 %, будівництво — 10,9 %, науковці, спеціалісти, менеджери — 8,9 %.